# Drame à Toulon
Drame à Toulon est une pièce de théâtre écrite en 1951 par Claude Martin et Henri Delmas, pendant les événements de la guerre d'Indochine et consacrée à l'Affaire Henri Martin, du nom d'un jeune marin de l'arsenal de Toulon de retour d'Indochine, arrêté en mars 1950, en pleines grèves contre la guerre d'Indochine, pour des tracts appelant au retour de soldats en France et que la justice venait d'innocenter d'une accusation d'avoir tenté de saboter un porte-avions.
La pièce de théâtre, jouée 300 fois dans une centaine de villes devient l'axe principal de l'Affaire Henri Martin, qui selon l'historien Philippe Robrieux, a pris pour le Parti communiste français (PCF) des proportions proches de l'affaire Dreyfus. Elle a été interdite à partir de juin 1951 à Paris puis dans une quinzaine de départements, parfois au motif de contre-manifestations souhaitaient l'empêcher. La pièce est alors jouée, le plus souvent par surprise, dans des forêts, des vignobles, des cours d’immeuble, ou des gares, permettant de se disperser rapidement, ou encore sur un bac traversant la Loire avec la fiancée du détenu et sur les rives du Cher avec sa mère, et à la Fête de l'Humanité. Elle est aussi jouée devant des usines, des quais portuaires et les chantiers navals de Saint-Nazaire, le scénario exaltant la double appartenance du détenu et de ses parents à la classe ouvrière et à la Résistance intérieure française.
De 200 000 à un million de personnes l'auraient vue au total, selon les sources, dans au moins 91 villes, via 300 représentations,, souvent dans des petites villes. Le PCF affirme dans ses tracts que 10 300 personnes ont applaudi la pièce dans les villes du département du Nord, à Fives, Maubeuge, Fourmies, Solesmes, Seclin, Raismes, Denain, Fresnes, Waziers, Croix et Halluin.

## Synopsis
Lorsqu'elle est écrite au printemps 1951, la pièce raconte une histoire vraie, dont la fin n'est pas encore connue: celle d'Henri Martin, un jeune marin de Toulon et ancien résistant, arrêté en mars 1950, en pleines grèves contre la guerre d'Indochine pour avoir distribué des tracts dénonçant ce qu’il avait vu sur un bateau de la Marine nationale lors du Bombardement de Haïphong de novembre 1947, début de la guerre d'Indochine, dénoncé le mois suivant dans le journal de Jean-Paul Sartre comme se caractérisant par des exactions du type de celles d'Oradour-sur-Glane.
Il demande son retour en France mais n'obtient son retour à l'arsenal de Toulon qu'un an et demi après.
Henri Martin a diffusé ces tracts à l’intérieur de l’Arsenal de Toulon, ce qu’il reconnaît, avant de participer à une tentative de sabotage du porte-avions Dixmude en jetant une poudre sur son hélice, ce qu’il dément. Son accusateur, est un nommé Heimburger, également mis en scène dans la pièce. Dès le premier procès, en octobre 1950 à Toulon, ce se rétracte, reconnaissant avoir agi seul, sur instigation d'un ancien sous-marinier de la Kriegsmarine, et Henri Martin est innocenté, mais condamné quand même à cinq ans de prison ferme pour la distribution de tracts. Le jugement est cassé le mois suivant mais la condamnation confirmé lors du second procès, à Brest en juin 1951. Il épouse en prison Simone Le Balbe, jeune couturière, issue du village de sa mère.
La pièce raconte aussi comment le héros s'était engagés dans la Résistance à 16 ans et rend hommage à son père ouvrier et conseiller municipal dans un village.
Le début et la fin des scènes sont souvent ponctués de chansons, rendant pour certaines hommage au statut de marin d'Henri Martin. Parmi elles, Au devant de la vie de Jeanne Perret, Gloire au 17ème et Adieu cher camarade, une chanson traditionnelle de gaillard avant.

## Genèse
Le 30 décembre 1950, le PCF célèbre le trentième anniversaire de sa naissance au Congrès de Tours et demande au metteur en scène  Claude Martin un récit. Ce dernier imagine une série de courtes scènes, résumant trente années de combats ouvriers, jouée par ses élèves et présentée au cinéma Fagon dans le 13e arrondissement de Paris, puis au congrès de l'UJRF, fin 1950-début 1951. Il choisit le titre « Les Pavés de Paris ». Le titre devient rapidement le nom de la troupe constituée à l'occasion. Ce récit continue à être joué en janvier 1951, le mois où se créé le comité de soutien à Henri Martin et il est imaginé d'écrire un nouvelle pièce, cette fois consacrée au marin en prison.
Claude Martin est alors très pris: il travaille  la journée au démontage du stand soviétique de l'Exposition Internationale et gagne sa vie aussi en jouant dans des pièces comme L'Homme de Dieu, de Gabriel Marcel, créée à Colmar. Jean-Paul Sartre a ainsi été approché pour écrire la pièce, mais s'est désisté. Le philosophe se charge, lui, de « rameuter écrivains et artistes ». Claude Martin est alors salarié à plein temps. Pour l'écrire, il demande l'aide d'Henri Delmas, qui fait partie de la troupe. Dans le livre de l'historien Alain Ruscio, Paul Préboist indique que l'idée a été discutée lors d'une réunion au siège du syndicat français des acteurs, un des dirigeants du SFA, Jacques Sarthou mentionnant que Claude Martin cherchait de jeunes comédiens pour créer une pièce nouvelle.
Le texte de la pièce est réactualisé après le procès en appel d'Henri Martin à Brest en juin 1951. Elle est soutenue au PCF par André Marty, qui fut condamné à 20 ans de prison un demi-siècle plus tôt, pour s’être mutiné à Odessa en 1919, lors de la guerre des puissances occidentales contre la nouvelle URSS. Des versions plus courtes sont écrites pour permettre de s'adapter aux interdictions.

## Contexte
Depuis l’été 1949, les dockers de Dunkerque « refusent de charger le matériel à destination de l’Extrême-Orient, contraignant l’armée à en assurer elle-même l’embarquement » et le premier semestre 1950 est « marqué par une escalade de l’action » sous forme de grèves contre la guerre d'Indochine, puis bute sur un obstacle majeur: un « grand nombre d’usines fabriquant du matériel de guerre, des militants communistes sont révoqués et beaucoup d’autres préfèrent quitter le PCF », qui au cours de l'année 1950 va se rallier à une autre tactique, une campagne en faveur d'Henri Martin, arrêté en mars 1950. C'est en juillet 1950, qu'apparaissent les premières banderoles et manifestations  en sa faveur.
Le procès d'Henri Martin s’ouvre à Toulon le 17 octobre 1950, tribunal qui disculpe Martin de l'accusation de tentative de sabotage le 17 juillet 1951 . Mais il est condamné par le tribunal maritime de Brest, le 20 octobre 1950, à cinq ans de réclusion pour propagande hostile à la guerre d'Indochine. Un comité national de défense d’Henri Martin est créé début 1951. Le Secours populaire français y joue un rôle important. Entre-temps, la pièce a été écrite à chaud, suite au procès de Toulon, durant l’hiver 1950.

## Des forêts aux cours d'immeubles, l'adaptation aux interdictions
Les interdictions ont eu lieu dans une quinzaine de départements. La pièce est jouée pour la première fois le 20 juin 1951 à la maison des syndicats de Paris, de la Grange aux Belles à Paris, où elle plaît, puis à Brest un mois après, pour le procès en appel de Martin. La première interdiction a lieu le mois suivant en juillet 1951 à la Mutualité à Paris. La pièce est alors jouée à Ivry. Gennevilliers, Montreuil. Argenteuil puis à partir du 10 juillet dans dix villes du Finistère, avant de revenir à Neuilly-sur-Marne, Villeneuve Saint-Georges, Versailles, Le Blanc-Mesnil puis d'être jouée en août à Marseille, Toulon, et Brignoles, où se produit la 2e interdiction, par le maire.
Le 7 novembre 1951, nouveau rebondissement émanant du préfet de police de Paris: il donne l'ordre de décrocher au Salon d'automne sept tableaux dont un baptisé Henri Martin. Le même mois, la pièce est interdite en Seine-Maritime puis le 21 décembre une circulaire aux préfets suggère que la représentation de Drame à Toulon soit interdite chaque fois qu'ils estimeraient que l'ordre public est susceptible d'être troublé. C'est le cas à Calais en décembre 1951, où les comédiens s'adaptent, par trois représentations en plein air, dans la ville, dont une à la mi-journée « sur le lieu d’embauche des dockers »1, selon quotidien régional communiste Liberté.
A Besançon, le 1er mai 1952, une délégation se présente à la mairie RPF, qui a refusé une salle pour jouer la pièce. Le conseil d’administration (CA) de la maison du peuple, vote l'ouverture d'une salle, mais la préfecture interdit toute représentation et la police occupe le lieu puis cerne celui où la troupe déjeune, ce qui déclenche une énorme manifestation sur trois kilomètres de parcours, défilant derrière deux anciens combattants portant des portraits d'Henri Martin, et d'autres dans de nombreuses villes du département, mais aussi l'arrestation du numéro un CGT Robert Charles.
Des employés municipaux et policiers, sont parfois mobilisés par milliers, et parfois rechignent à l'ordre de lacérer les affiches. À Avion, dans le bassin minier du Pas-de-Calais, la ville est cernée par les CRS, selon les mémoires de l'ex-maire. Ailleurs, 17 des 18 comédiens sont arrêtés. A Saint-Chamond, ville du président du Conseil Antoine Pinay, ils doivent se cacher dans un champ de choux. L'arrivée de la police devient parfois un élément d'improvisation dans la pièce.
Le lieu circule de bouche à oreille, donné tard pour ne pas alerter à la police. Places urbaines, jardins publics, carrefours, forêt et mêmes vignobles, le décor et les tréteaux allégés permettent de contourner l'interdiction, parfois la nuit avec l'éclairage de phares de voitures et d'attirer des curieux, issus des mondes enseignants, catholique et des classes moyennes, au delà de l'influence traditionnelle du PCF chez les ouvriers. Elle est jouée aussi sur un bac traversant la Loire, la plate-forme d'un camion, dans des cours d’immeuble, devant une gare, à la Fête de l'Humanité, ou aux portes des usines, complétée par des BD, chansons, trophées sportifs et articles tous les jours dans L'Humanité. Jean-Paul Sartre la citera en 1955 comme « le seul exemple de théâtre populaire » jouée dans des usines, dans la revue éponyme. Selon l'historien Alain Ruscio, des inscriptions à la peinture indélébile, « Libérez Henri Martin », apparaissent toujours en des endroits apparemment inaccessibles un demi-siècle plus tard. On en voit aussi sur les bancs de sable de la Loire. Des banderoles sont déployées sur la Tour Eiffel ou aux Champs-Élysées. Lors de la manifestation communiste interdite du 28 mai 1952 à Paris, l'auteur Claude Martin ramasse un casque de CRS pour en faire un accessoire de mise en scène. Il est arrêté et emprisonné plusieurs jours.
Selon les archives de presse compilées par les historiens, la série de représentations devient en 1952 le centre de la campagne en faveur du détenu et fut l'un des actes les plus efficaces dans la lutte contre la guerre d'Indochine, une cinquantaine de jeunes troupes amateurs différentes l'ayant jouée, grâce à une version allégée publiée par les Éditions de l'Avant-garde, facilitant l'apprentissage du texte mais aussi la tâche à ceux qui montent les tréteaux ou les déplacent d'un lieu à l'autre, afin d'échapper aux policiers.
Le 20 mai 1952 au Sénat, Jean Bertaud, demande d'éviter que soit insultée la mémoire de ceux qui se sont battus et sont morts pour la France dans les "territoires de l'Union française", en s'appuyant sur la protestation des anciens du CEFEO. Le ministre lui répond qu'aucun texte officiel ne contrevient à la représentation d'une pièce de théâtre mais rappelé la circulaire de décembre 1951. Le 3 juin 1952, à l'ordre du jour du conseil municipal de Lorient est évoquée "la menace de fermeture qui pèse sur l'arsenal". A Belfort, l'adjoint communiste est suspendu pour avoir utilisé une autorisation périmée pour la pièce à la maison du peuple.
La mère du détenu assiste à une représentation donnée pour elle au bord du Cher, la rivière près de laquelle elle habite. La fiancée Simone est invitée le 1er septembre à Saint-Nazaire par les communistes qui la font entrer aux chantiers navals de la ville. Pour échapper aux policiers la pièce est alors jouée sur le bac qui traverse l'embouchure de la Loire. C'est le lieu où se déroule trois ans après la grande grève qui a inspiré Une chambre en ville, le film musical dramatique écrit et réalisé par Jacques Demy, sorti en 1982.
Selon l'historien Alain Ruscio, l'arrêt des représentations, en septembre 1952, est la conséquence de l'exclusion du PCF au même moment, d'André Marty, dans le cadre des purges à la direction du PCF. C'est le seul dirigeant communiste nommé dans la pièce, à qui est consacrée une scène entière, qui avait pesé pour que le PCF la soutienne.

## Perturbations et manifestations
Le 13 mars 1952, l'Association nationale des Rapatriés d'Indochine annonce que ses adhérents, marins, soldats et leurs familles, avaient écrit à dix ministres pour faire libérer Henri Martin. Des partisans de la guerre d'Indochine répliquent alors, via l'Association des anciens combattants du Corps Expéditionnaire (CEFEO). Au cours de la semaine du 13 mars 1952, elle écrit au gouvernement une lettre qui s'en prend à Drame à Toulon, accuse la pièce de renfermer des « attaques violentes et antipatriotiques contre le corps expéditionnaire, ses chefs t ses héros ». L'édition de mars de son journal mensuel "Le combattant d'Indochine" se réjouit déjà que "la pièce honteuse " ne risque plus d'être jouée.
Quand au printemps 1952, débute une vaste tournée en province, en partant du Jura et de la Lorraine, financée par le Secours populaire, cette association se mobilise.
Début mai à Lunéville, elle obtient que la pièce soit interdite par le préfet de Meurthe et Moselle. L'Association triomphe et appelle la pièce « Drame à reculons ». L'Humanité réagit avec beaucoup de vigueur et dénonce les « mercenaires ». Des représentations sont prévues du 10 au 23 mai dans les alentours de Belfort.
Le 18 mai c'est dans cette ville qu'un groupe d'opposants promet d'envahir la « Maison du peuple » où une polémique a opposé un élu au préfet sur une salle pour la pièce. Un groupe de militaires remonte le Boulevard des Vosges avec casques et gourdins en appelant à s'en prendre aux acteurs.
Ils obtiennent l'interdiction aussi à Béthoncourt et Audincourt.
Jouée en juin 1952 à La Ricamarie, dans la banlieue stéphanoise, elle est perturbée aussi, étant interdite par le préfet de la Loire.

## Engagement des catholiques et d'officiers
Puis des officiers supérieurs s'engagent pour la victime, comme en décembre 1952 le catholique Louis de Villefosse, ex-chef d'Etat-major des Forces navales françaises libres à Londres, par un texte dans la revue Esprit. Un autre texte marquant, de Jean-Marie Domenach, figure du catholicisme et rédacteur en chef d'Esprit, « regorge de références implicites au personnalisme » de son ami Emmanuel Mounier. Il est inséré dans L’Affaire Henri Martin un ouvrage collectif dirigé par Jean-Paul Sartre, rassemblant lettres et documents, avec Hervé Bazin, Marc Beigbeder, Francis Jeanson, Michel Leiris, Jacques Prévert, Vercors,, publié par Gallimard, le 2 août 1953, moment précis où Henri Martin vient d’être gracié par le président Vincent Auriol et libéré pour bonne conduite, après être resté en prison durant près de trois ans et demi. Jean-Marie Domenach revendique pour Henri Martin, et tout être humain, un « droit à l’ objection de conscience », qui ne sera reconnu qu'en 1963, en évoquant De Gaulle, un « général justement glorieux pour avoir, en 1940, désobéi au nom de l’honneur et de l’intérêt national ».

## Distribution
De nombreux comédiens de la troupe "Les Pavés de Paris" vont interpréter la pièce à tour de rôle: Charles Denner, René-Louis Lafforgue, José Valverde, Paul Préboist et Antoine Vitez. Pour jouer les cinquante personnages, vingt acteurs sont nécessaires. René Louis Laforgue est exclus comme anarchiste et individualiste au bout de quelques mois. Claude Martin qui joue Henri Martin est adulé, celui qui joue les CRS est houspillé. Pour jouer les cinquante personnages, vingt acteurs sont nécessaires.

## Projet d'adaptation en Allemagne
En 1951 Brecht envisage de l'adapter à Berlin.

## Dans la culture populaire
- Le film, "D'autres sont seuls au monde", réalisé avec René Vautier, sorti en 1953, raconte le mouvement de soutien à Henri Martin, parfois surnommée « l'Affaire Dreyfus de la quatrième république »[22]. Il montre des représentations de la pièce, notamment dans les vignobles[22]. Il recourt à des plans du bagne de Melun, mais aussi une séquence documentaire sur la guerre d'Indochine: bombardement d'Haïphong par la flotte française, exode des populations civiles, napalm et flammes, barbarie coloniale[9],[22]. Le titre s'inspire du poème éponyme de Paul Éluard[12]. Raymond Vogel deviendra directeur Théâtre de Mulhouse et cofondateur de l’Opéra du Rhin et de l’Atelier lyrique de Colmar, est
- Hélène Parmelin y a consacré le livre "Matricule 2078" sorti en juin 1953[9].

## Réédition
La pièce a été rééditée en 1998 aux éditions University of Exeter Press, avec une préface de Ted Freeman.